# Kolegium św. Sawy
Narodowe Kolegium Świętego Sawy w Bukareszcie (rum. Colegiul Național „Sfântul Sava” din București) – szkoła średnia w Bukareszcie kontynuująca tradycje powołanej w 1694 przez Konstantyna Brâncoveanu z inicjatywy Konstantyna Kantakuzena Królewskiej Akademii św. Sawy (rum. Academia Domnească de la Sfântul Sava). Jej pierwotną siedzibą był klasztor św. Sawy, obecnie wykorzystywany przez uniwersytet w Bukareszcie. Szkoła była jednym z głównych ośrodków edukacji na Bałkanach. Do 1818 językiem nauki był grecki, następnie – z inicjatywy Gheorghe Lazăra – rumuński. W 1831 nauka odbywała się w trzech etapach: sztuk wyzwolonych (cztery lata), studiów uzupełniających (trzy lata) i specjalnych (trzy lata). Ten ostatni był odpowiednikiem studiów wyższych. W 1836 w kolegium powstała pierwsza rumuńska biblioteka. W 1864 książę Aleksander Jan Cuza zadecydował o wydzieleniu z kolegium uniwersytetu. Pozostała część przyjęła nazwę Narodowego Kolegium Świętego Sawy. W latach 1948–1990 szkoła nosiła nazwę Liceum im. Nicolae Bălcescu (rum. Liceul Nicolae Bălcescu).
Do najbardziej znanych wykładowców kolegium należeli: Tudor Arghezi, Henri Coandă i Nicolae Iorga, a absolwentów: król Michał I Rumuński, Arghezi, Nicolae Bălcescu, Ion I.C. Brătianu, Ion Duca, Take Ionescu i Gheorghe Tătărescu.